# Hypotarzetta
Hypotarzetta es un género de hongos de la familia Pyronemataceae. Es monotípico y solo contiene la especie Hypotarzetta insignis.